# Phú Thuận, Tự Cống

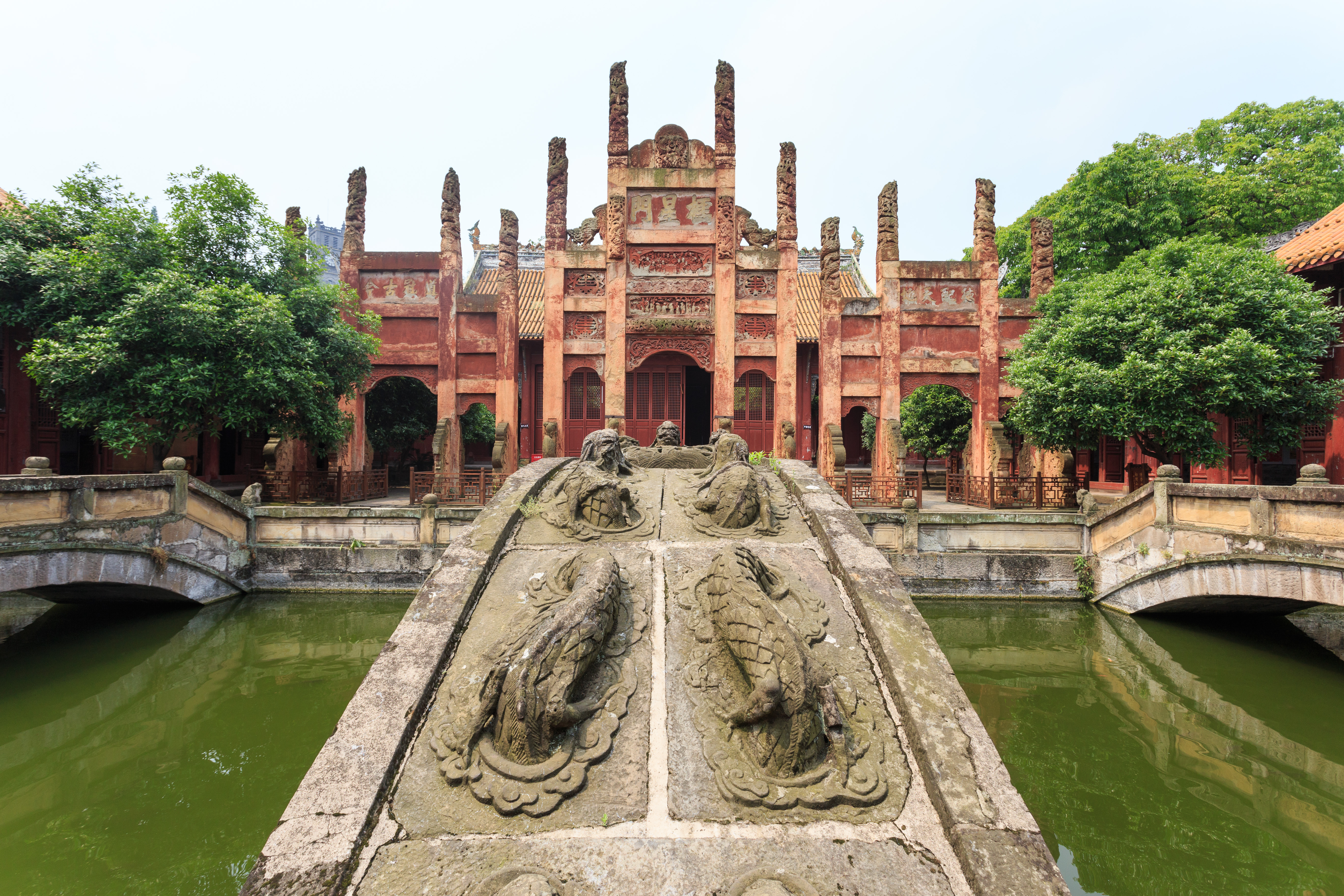
Phú Thuận

Phú Thuận (chữ Hán giản thể: 富顺县, Hán Việt: Phú Thuận huyện) là một huyện thuộc địa cấp thị Tự Cống, Cộng hòa Nhân dân Trung Hoa. Huyện Phú Thuận có diện tích 1.602,92 km², dân số năm 2002 là 1,23 triệu người. Phú Thuận nằm ở phía nam của bồn địa Tứ Xuyên, toạ độ 104°40'-105°15' kinh đông，28°55'-29°28' vĩ bắc. Phú Thuận có khí hậu á nhiệt đới gió mùa ẩm, mỗi năm có 4 mùa rõ ràng, độ ẩm cao và nhiều mưa, nhiệt độ trung bình hàng năm là 18 °C, lượng mưa trung bình năm là 1.058 mm, mỗi năm có 1.275 giờ năng, 355 ngày không có sương.